# ГЕС Чамера I
ГЕС Чамера I – гідроелектростанція на північному заході Індії у штаті Гімачал-Прадеш. Знаходячись між ГЕС Чамера II (вище по течії) та ГЕС Ранджіт-Сагар, входить до складу каскаду на річці Раві, лівій притоці Чинабу, який в свою чергу є правою притокою річки Сатледж (найбільший лівий доплив Інду).
В межах проекту річку перекрили бетонною гравітаційною греблею висотою 140 метрів та довжиною 295 метрів, яка потребувала 1342 тис м3 матеріалу. Вона утворила витягнуте по долині Раві на 18 км водосховище з площею поверхні 9,5 км2 та об'ємом 390 млн м3 (корисний об’єм 110 млн м3).
Зі сховища ресурс спрямовується до прокладеного під правобережним гірським масивом дериваційного тунелю довжиною 6,4 км з перетином 9,5 метра. Його продовжують напірна шахта висотою 157 метрів та три напірні водоводи. В системі також працює вирівнювальний резервуар висотою 84 метра.
У підземному машинному залі встановлено три турбіни типу Френсіс потужністю по 180 МВт, які працюють при напорі у 165 метрів та забезпечують виробництво 1665 млн кВт-год електроенергії на рік.
Відпрацьована вода відводиться назад до річки по тунелю довжиною 2,4 км з діаметром 9,5 метра.
Видача продукції відбувається по ЛЕП, розрахованій на роботу під напругою 400 кВ.